# ليون سبنسر
ليون سبنسر (بالإنجليزية: Leon Spencer)‏ هو عازف جاز وعازف بيانو أمريكي، ولد في 1 نوفمبر 1945 في هيوستن في الولايات المتحدة، وتوفي في 11 مارس 2012.

## وصلات خارجية
- ليون سبنسر على موقع ميوزك برينز (الإنجليزية)
- ليون سبنسر على موقع ميوزك برينز (الإنجليزية)
- ليون سبنسر على موقع أول ميوزيك (الإنجليزية)
- ليون سبنسر على موقع ديسكوغز (الإنجليزية)